# 甘大夫襄
甘大夫襄（?—?），春秋时期东周王室的甘国大夫。
前533年，甘国与晋国阎嘉争夺阎地之田，周朝人和晋国人争夺。后来，双方达成谅解，周景王派宾滑逮捕甘大夫襄以取悦晋国。